# Огурцово (Тверская область)
Огурцово — деревня в Конаковском районе Тверской области. Входит в состав Старомелковского сельского поселения.

## География
Находится в юго-восточной части Тверской области на расстоянии приблизительно 7 км на восток-юго-восток от поселка Редкино.
Пл исповедным ведомостям 1804 года (ЦГА Москвы, фонд 203, опись 747, дело 782, стр. 227-228), деревня Огурцова имела 6 дворов. Номера этих дворов находятся в единой нумерации с деревней Коченятина Тверской губернии, Корчевской округи, вотчиной деревни Господина прапорщика Василия Петрова Остафьева. В записи, после дворов д. Коченятино написано: "Того же ведомства, деревня Огурцова".
Коченятина - дворы с 1 по 33,
Огурцева - дворы с 34 по 39.

## История
Известна была с 1627—1628 годов как пустошь, принадлежавшая Видогожскому монастырю. В 1722 году Огурцово значится деревней из 2 дворов. В 1859 году здесь было учтено 10 дворов. В период коллективизации здесь был создан колхоз им. Максима Горького. Ныне имеет дачный характер.

## Население
Численность населения: 164 человека (1859 год), 140 (1907), 1 (русские 100 %)в 2002 году, 0 в 2010.